# Педро (герцог Кантабрии)
Педро Кантабрийский (умер в 730) — герцог Кантабрии. Начало правления — или 702 год (дата смерти предыдущего герцога Эгики), или 710 год (дата смерти вестготского короля Витицы). Вероятно, родился где-то в Кантабрийских горах. Его сын Альфонсо I Католик был зятем астурийского короля Пелайо, а впоследствии — королём Астурии и ряда соседних областей.

## Биография
До XIX века считалось неоспоримым, что отец Альфонсо I Католика, Педро, был потомком вестготского короля Эрвига, хотя никаких документальных свидетельств этого не существует. В «Хронике Альфонсо III» просто указывалось, что Педро был «exregni prosapiem», то есть «королевского рода». Согласно гипотезе учёного-генеалога Кристиана Сеттипани, герцог Педро Кантабрийский, являясь потомком вестготских королей Леовигильда и Реккареда I, был внуком по отцовской линии вестготского графа Агилы и его жена Дивигры, а следовательно, племянником по отцовской линии и двоюродным племянником по материнской линии герцога Фавилы, отца первого короля (или принцепса) Астурии Пелайо.
У Педро Кантабрийского было два сына: будущий король Астурии Альфонсо I Католик и Фруэла.
В 711 или 712 году во время арабского завоевания Пиренейского полуострова войска под предводительством Тарика ибн Зияда захватили город Амайя, столицу Кантабрийского герцогства. Согласно средневековым мусульманским хроникам, в 714 году Муса ибн Нусайр снова напал на этот город и подверг его разграблению. Педро с семьёй был вынужден бежать и скрываться в горах. Объединившись под командованием Педро и Пелайо, который до этого также спасаясь от мавров бежал из Толедо, кантабрийцы и астуры дали бой захватчикам и нанесли им поражение в битве при Ковадонге. Вероятно, что, следуя обычаю вестготов, после этой победы Педро оставил своего старшего сына Альфонсо при короле Пелайо, двор которого находился в астурийском городе Кангас-де-Онис. Согласно «Хронике Альбельды», герцог Педро и король Пелайо договорились объединить свои домены путём бракосочетания Альфонсо, сына Педро, и Эрмезинды, дочери Пелайо:

Adefonsus, Pelagi gener, reg. an. XVIIII. Iste Petri Cantabriae ducis filius fuit; et dum Asturias venir Ermesindam Pelagii filiam Pelagio proecipiente, accepit.— Enrique Flórez de Setién. España sagrada, t. XIII, ap. VI
После того как 14 сентября 739 года во время охоты погиб король Фавила, преемник на астурийском троне своего умершего в 737 году отца Пелайо, Альфонсо I Католик был провозглашён первым королем объединённых доменов, которые отныне будут известны под названием Астурия.